# NGC 1559
NGC 1559 ist eine Balken-Spiralgalaxie mit aktivem Galaxienkern vom Hubble-Typ SBc im Sternbild Reticulum am Südsternhimmel. Sie ist schätzungsweise 50 Millionen Lichtjahre von der Milchstraße entfernt und hat einen Durchmesser von etwa 55.000 Lj.
Aktuelle Beobachtungen haben gezeigt, dass die Galaxie weder Teil eines Galaxienhaufens noch einer Galaxiengruppe ist und auch keine näheren Begleitgalaxien besitzt. NGC 1559 hat massive Spiralarme und weist starke Sternentstehung auf, die Galaxie ist darüber hinaus Quelle von sehr starker Radiostrahlung.
Im Jahr 2005 fand eine Supernova vom Typ Ia SN 2005df statt. Zwei weitere Supernovae, die in NGC 1559 beobachtet wurden, waren SN 1984J (Typ-II) und SN 1986L (Typ-IIP). Alle drei wurden von dem australischen Amateurastronomen Robert Evans entdeckt. Im Jahr 2009 wurde die Typ-IIP-Supernova SN 2009ib hier beobachtet.
Das Objekt wurde am 9. Dezember 1826 von James Dunlop entdeckt.

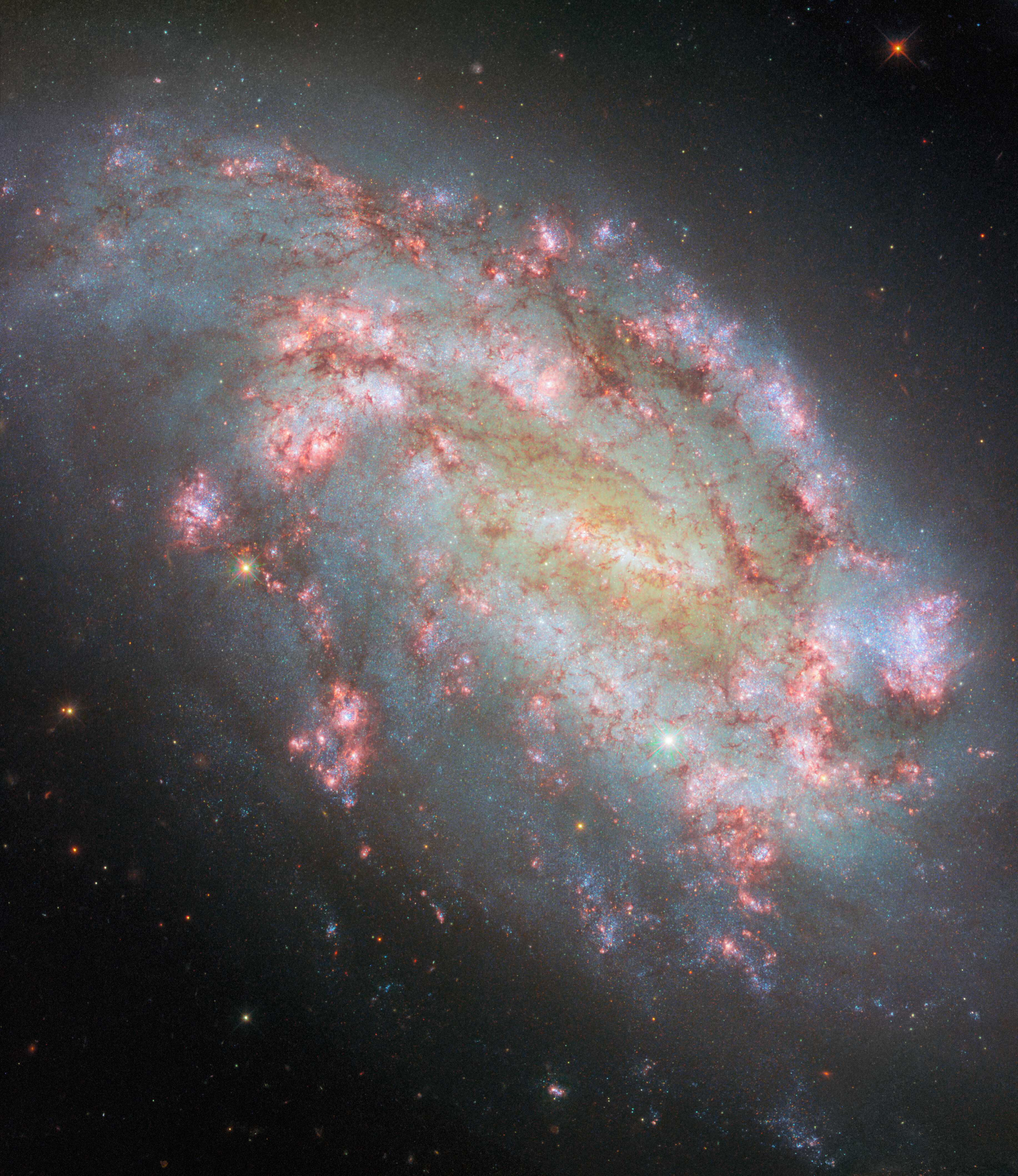
Hochaufgelöste Aufnahme des Hubble-Weltraumteleskops
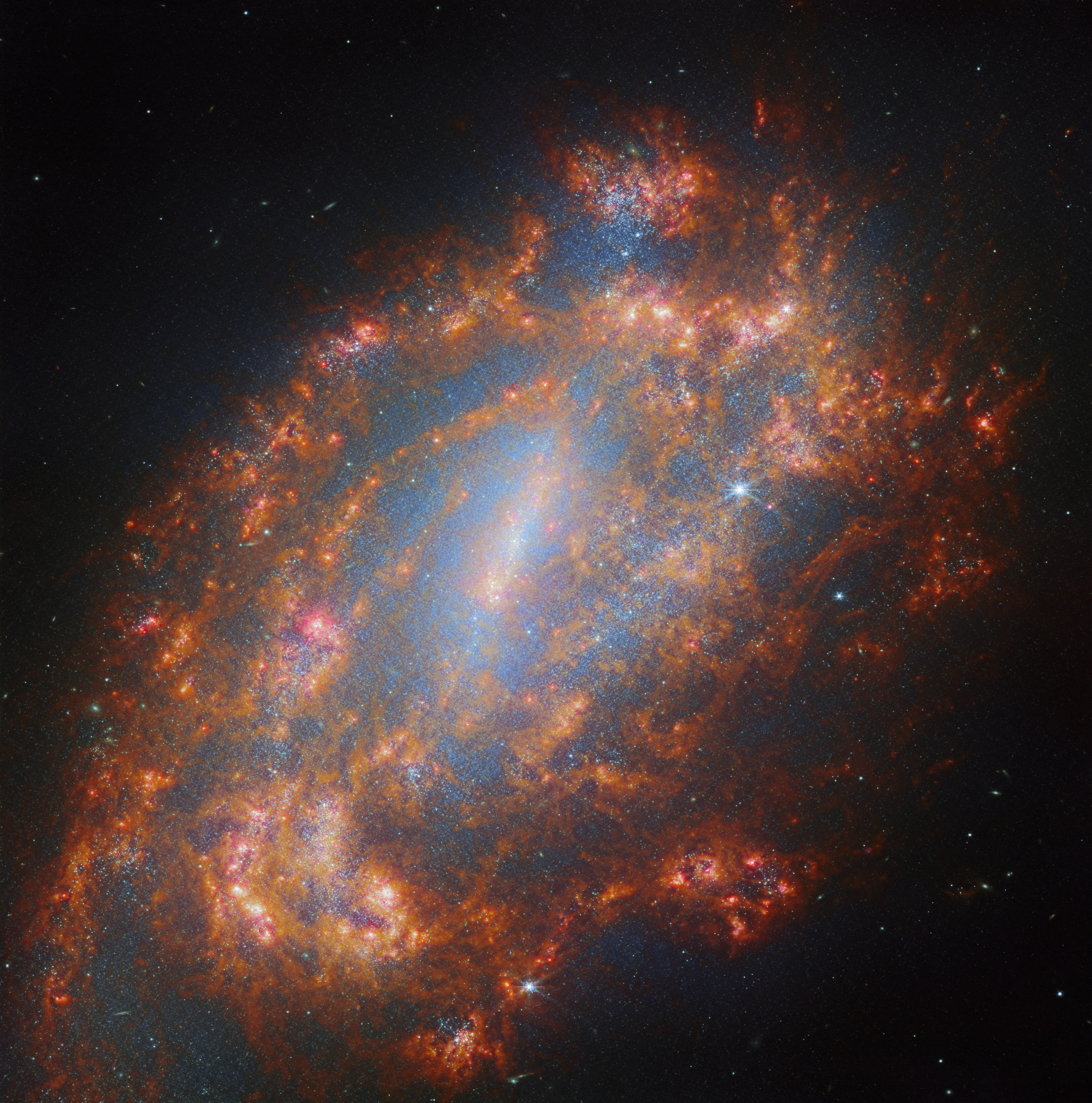
Infrarotaufnahme mithilfe des James Webb-Weltraumteleskops